# 戈波乡
戈波乡，是中华人民共和国西藏自治区昌都市芒康县下辖的一个乡镇级行政单位。

## 行政区划
戈波乡下辖以下地区：
戈波村、支巴村和南格村。